# クリップルド・インサイド
「クリップルド・インサイド」 (Crippled Inside) は1971年に発表されたジョン・レノンの曲。ソロ・アルバム『イマジン』に収録。
人間のエゴを皮肉った内容であるが、かつてのパートナーポール・マッカートニーへの批判とも解釈することができる。
「知っているだろ？猫には命が9つあるってことを」という歌詞は、日本で言われる「猫を殺すと祟りがある」という言い伝えをベースにしたものといわれている。
ジョージ・ハリスンがドブロ・ギターで参加している。